# Sant Martí Sesgueioles
Sant Martí Sesgueioles è un comune spagnolo di 353 abitanti situato nella comunità autonoma della Catalogna.